# Municipio de Nininger
El municipio de Nininger (en inglés: Nininger Township) es un municipio ubicado en el condado de Dakota en el estado estadounidense de Minnesota. En el año 2010 tenía una población de 950 habitantes y una densidad poblacional de 21,06 personas por km².

## Geografía
El municipio de Nininger se encuentra ubicado en las coordenadas 44°44′48″N 92°55′18″O / 44.74667, -92.92167. Según la Oficina del Censo de los Estados Unidos, el municipio tiene una superficie total de 45.1 km², de la cual 34,64 km² corresponden a tierra firme y (23,18 %) 10,46 km² es agua.

## Demografía
Según el censo de 2010, había 950 personas residiendo en el municipio de Nininger. La densidad de población era de 21,06 hab./km². De los 950 habitantes, el municipio de Nininger estaba compuesto por el 97,89 % blancos, el 0,21 % eran afroamericanos, el 0,95 % eran asiáticos, el 0,53 % eran de otras razas y el 0,42 % eran de una mezcla de razas. Del total de la población el 0,95 % eran hispanos o latinos de cualquier raza.